# Brasilien
Brasilien (portugisisk: Brasil), officielt Den Føderative Republik Brasilien (portugisisk: República Federativa do Brasil), er det største land i både Syd- og Latinamerika. Med 8,5 millioner km2 og 210 millioner indbyggere er Brasilien det femtestørste og syvende-folkerigeste land i verden. Hovedstaden er Brasília, mens de største byer er São Paulo og Rio de Janeiro. Brasilien er det største portugisisktalende land i verden og det eneste portugisisktalende land i Amerika. På grund af massiv immigration fra hele verden er Brasilien et af de mest multikulturelle og etnisk mest sammensatte lande i verden. Brasilien, der grænser op til Atlanterhavet i øst, har en kystlinje på 7.491 km. Det grænser op til alle øvrige sydamerikanske lande, undtagen Chile og Ecuador, og dækker 47,3 % af kontinentets samlede areal. Brasiliens Amazonområde består af enorme regnskove, der er hjemsted for en rigdom af dyre- og plantearter, økosystemer og naturressourcer. Det gør Brasilien til et af kun 17 lande, der har en ekstremt høj grad af naturlig biodiversitet. Landets naturliv er af stor global interesse og debatteres jævnligt internationalt. Landet er navngivet efter det lokale brasiltræ. Brasilien var beboet af adskillige indfødte stammer før 1500, hvor den opdagelsesrejsende Pedro Álvares Cabral på Portugals vegne gjorde krav på området. Brasilien forblev en portugisisk koloni frem til 1808, da rigets hovedstad blev flyttet fra Lissabon til Rio de Janeiro. I 1815 blev kolonien ved dannelsen af Det Forenede Kongerige Portugal, Brasilien og Algarve ophøjet til kongedømme. I 1822 opnåede Brasilien uafhængighed med grundlæggelsen af et konstitutionelt kejserrige. Ratificeringen af den første forfatning i 1824 førte til dannelsen af et tokammerparlament, den nuværende Nationalkongres. I 1889 blev Brasilien ved et militærkup omdannet til en præsidentiel republik. En totalitær militærjunta tog magten i 1964 og sad frem til 1985, hvor demokratiet blev genindført. Brasiliens nuværende forfatning fra 1988 definerer landet som en demokratisk forbundsrepublik bestående af 26 delstater, et forbundsdistrikt og 5.570 kommuner.
Brasilien er den niendestørste økonomi i verden (2018). Det er et af verdens foderkamre og har bl.a. været verdens største kaffeproducent de seneste 150 år. Som medlem af BRIKS-fællesskabet var Brasilien frem til 2010 en af verdens hurtigst voksende økonomier. Den økonomiske fremgang har givet landet ny international anerkendelse og indflydelse. Brasilien regnes for et såkaldt øvre middelindkomstland såvel som et NIC-land. Det anses for en regionalmagt i Latinamerika og en international mellemmagt. Nogle analytikere mener, at det er en kommende stormagt og endda en potentiel supermagt. Brasilien er medlem af FN, G20, BRIKS, UNASUR, Mercosul, OAS og CPLP.

## Geografi
Brasilien er kendetegnet ved den udbredte og lavtliggende Amazonas regnskov i nord, det store vådområde Pantanal i vest, og det mere åbne terræn bestående af bakker og mindre bjerge i syd, hvor størstedelen af Brasiliens befolkning er bosat, og som er landets landbrugsmæssige centrum. Langs Atlanterhavskysten er der flere bjergkæder, men landets højeste bjergtinder, Pico da Neblina (3.014 m) og Pico 31 de Março (2.992 m), ligger dog i delstaten Amazonas ved grænsen til Venezuela.
Da Brasilien befinder sig ved ækvator er dets klima overvejende tropisk med få sæsonmæssige udsving, dog er den subtropiske sydlige del af landet mere tempereret, og der forekommer ind imellem frostvejr og snefald. Nedbørsmængden er stor i det fugtige Amazonas-bækken, selv om mere golde områder også findes, især i den nordøstlige del af landet.
Brasilien omfatter et stort område langs den østlige kyst af Sydamerika og omfatter store dele af kontinentets indre. Den 16.885 km lange landegrænse deles mellem ti lande, og det længste afsnit er den næsten 3.000 km lange grænse mod Peru i vest. Landet deler grænse med alle lande i Sydamerika med undtagelse af Ecuador og Chile. Langs den 7.491 km lange kystlinje ligger også en række øgrupper, som for eksempel Fernando de Noronha, Rocasatollet, St. Peter og St. Paul-øerne og Trindade og Martim Vaz.
Brasiliens størrelse, terræn, klima og naturressourcer gør landet geografisk mangfoldig.
Brasilien har et samlet areal på 8.514.876 km2
herunder 55.455 km² vandareal.
Landet spænder over tre tidszoner, fra UTC-4 i de vestlige delstater til UTC-3 i de østlige delstater (dette er den officielle tidszone i Brasilien) og UTC-2 på Atlanterhavsøerne.
Brasilien er det eneste land i verden, som ligger på ækvator samtidig, som det har sammenhængende områder uden for troperne.
Brasiliansk topografi er varieret og inkluderer åse, bjerge, sletter, højland og kratskove. Store dele af terrænet ligger mellem 200 og 800 meters højde.
Det vigtigste højereliggende område optager størstedelen af den sydlige halvdel af landet. De nordvestlige dele af plateauet består af bredt, bølgende terræn afbrudt af lave, afrundede åse.
Den sydøstlige del er mere robust med en kompleks masse af rygge og bjergkæder, hvor plateauet kan nå højder på op til 1.200 m. Disse områder inkluderer Mantiqueirabjergene og Espinhaçobjergene samt Serra do Mar.
I nord danner Guayanaskjoldet et vigtigt vandskel, som adskiller floder, som strømmer sydover ind i Amazonas, fra floder, som tømmes i Orinoco-systemet i Venezuela mod nord. Det højeste punkt i Brasilien er Pico da Neblina på 2.994 m, og det laveste er Atlanterhavet.
Vest i landet ligger store og relativt flade områder samt vådområdet Pantanal.
Brasilien har et tæt og komplekst system af floder, et af verdens mest omfattende, med otte store afløbsområder, som alle afvander ud i Atlanterhavet.
De største floder er Amazonfloden, verdens største flod målt efter vandmassen, Paraná med sine imponerende Iguaçu-vandfald, samt Rio Negro, São Francisco, Xingu, Madeira og Tapajós.

### Klima
Klimaet i Brasilien omfatter et bredt spekter af vejrforhold over et stort område med en varieret topografi, men størstedelen af landet er tropisk.
Ifølge Köppens klimaklassificering dækker Brasilien fem store klimatiske subtyper: tropisk regnskovsklima, tropisk, halvtørt klima, highland tropisk, tempereret klima og subtropisk klima. De forskellige klimatiske forhold producerer miljøer som spænder fra ækvatoriale regnskove i nord og halvtørre ørkener i nordøst, til tempereret nåleskov i syd og tropiske savanner i det centrale Brasilien.
Mange regioner har markant varierende mikroklima.
Selv om det meste af Brasilien ligger i troperne, bor mere end 60 % af befolkningen i områder som er køligere, enten på grund af højde, vind fra havet eller polare fronter. Mens de kystnære byer Rio de Janeiro, Recife og Salvador kan blive ekstremt varme, kan byer på plateauet, som São Paulo, Brasília og Belo Horizonte have mildere klima, og de sydlige byer Porto Alegre og Curitiba har milde vintre.
Til trods for den populære opfattelse af Amazonas som en region med voldsom varme er temperaturer på mere end 32° C sjældne. Den årlige middeltemperatur i regionen er 22-26° C, med lidt variation mellem de varmeste og koldeste måneder. Den varmeste del af Brasilien er i nordøst, hvor temperaturer på mere end 38 ° C er hyppigt registreret under den tørre årstid mellem maj og november. Langs Atlanterhavskysten fra Recife til Rio de Janeiro varierer gennemsnitstemperaturen fra 23-27° C. I indlandet på større højder er temperaturerne lavere, 18-21° C. Syd for Rio er årstiderne mere udtalte og omfanget af temperatursvingningerne betydelig større, med et årsgennemsnit på mellem 17 og 19° C.
Brasiliens mest intense regn falder omkring mundingen af Amazonas nær byen Belém, og også i de øvre dele af Amazonas, hvor mere end 2.000 millimeter regn falder hvert år. Størstedelen af Brasilien har moderate nedbørsmængder på mellem 1.000 og 1.500 millimeter i året, det meste af nedbøren kommer mellem december og april. Den tørreste del af landet er i nordøst, hvor nedbøren er uberegnelig og fordampningshastigheden meget høj, hvilket gør det vanskeligt at dyrke afgrøder.

### Plantevækst og dyreliv
Brasiliens store territorium består af flere forskellige økosystemer, for eksempel Amazonasregnskoven, med det største biologiske mangfoldighed i verden,
hvor skovbæltet Mata atlântica og savannen Cerrado stikker sig særlig ud. I syd vokser skove af Araucaria under tempererede forhold.
Det rige dyreliv i Brasilien afspejler mangfoldigheden af naturlige habitater. Forskere anslår, at det totale antal plante- og dyrearter i Brasilien kan være nærmere fire millioner.
Større pattedyr inkluderer puma, jaguar, ozelot, sjældne bushhunde og ræve; navlesvin, tapirer, myreslugere, dovendyr, pungrotter og bæltedyr findes i store antal. Det er rigeligt med hjortearter i syd, og mange arter af vestaber holder til i nord. Bekymringen for miljøet er vokset i takt med den globale interesse for miljøspørgsmål.

### Miljø
Naturarven i Brasilien er stærkt truet af kvægdrift og jordbrug, træhugst, minedrift, olie- og gasudvinding, overfiskeri, handel med dyr, dæmninger og infrastruktur, vandforurening, klimaændringer og brande.
I mange områder af landet er det naturlige miljø truet af byggerier.
Byggeri af motorveje har åbnet tidligere afsidesliggende områder for landbrug og bosættelse, damme har oversvømmet dale og dyrehabitater, og minedrift har forurenet landskabet både visuelt og kemisk
Mindst 70 damme er sagt at være planlagte for Amazonas-regionen, blandt andre den kontroversielle Belo Monte-dam.
Over 80 % af elektriciteten produceres ved vandkraft.

## Demografi
Brasilien er fortrinsvis befolket langs med kysten og mere sparsomt inde i landet. Landets befolkning er meget heterogen, og mange forskellige kulturer er repræsenterede. Befolkningen i syd er overvejende efterkommere af europæiske kolonisatorer, fortrinsvis portugisere, tyskere og italienere men tillige polakker, eller andre senere indvandrere som ukrainere, hollændere, kinesere og, endnu senere, sydkoreanere. I nord og nordøst er befolkningen af mere blandet karakter, med både urindbyggere, afrikanere og europæere. Dog skete der i midten af 1900-tallet en massiv folkevandring fra nord og Bahia sydover, dette resulterede i storbyernes favelas (slumområder), og i dag befolkes de fortrinsvist af folk med blandet oprindelse.
- Befolkningens gennemsnitslevealder: 71,1 år (2003)
- Folkegrupper: hvide cirka 54 %, personer med blandet oprindelse cirka 38%, sorte 6%, andre (overvejende asiatere og indianere) 2 %
- Sprog: Portugisisk (landets officielle sprog; modersmål for 97 % af befolkningen, anvendt i media og undervisning), indianske sprog (blandt andre guaraní og tupi)
- Religion: Katolikker 88 %, Protestanter 6 %

### Aldersfordeling
- 0-14 år: 26,0 %
- 15-64 år: 68,0 %
- 65 år og ældre: 6 %

Medianalder for hele befolkningen er 27,81 år og tilsvarende tal for de to køn er:
- Mænd: 27,06 år
- Kvinder: 28,57 år

### Kønsfordeling
- Ved fødslen: 1,05 mand per kvinde
- Under 15 år: 1,04 mand per kvinde
- 15-64 år: 0,98 mand per kvinde
- 65 år og ældre: 0,70 mand per kvinde
- Totalt: 0,98 mand per kvinde

### Befolkningsvækst
- Fødsler: 16,83 per 1.000 indbyggere
- Dødsfald: 6,15 per 1.000 indbyggere
- Flytninger: −0,03 per 1.000 indbyggere

Spædbørnsdødelighed:
- Drenge: 33,37 døde per 1.000 fødte
- Piger: 25,66 døde per 1.000 fødte
- Totalt: 29,61 døde per 1.000 fødte

Den årlige befolkningsvækst er 10,6 promille.
- Efterår i Brasilien.
- Vinter i Brasilien.
- Kirsebærtræer om foråret i Brasilien.
- Sommerstrande i Brasilien.

### Religion
I Brasilien bor det cirka 136 millioner katolikker, hvilket udgør 14 % af det totale antal af katolikker i verden. De seneste år er antallet dog mindsket til fordel for flere frikirker. Ifølge en DN-artikel 2014 (som refererer til Datafolha) beregnes 42,3 millioner at tilhøre en af frikirkerne.
Ifølge folketællingen 2010 var fordelingen efter trosretning:
- 64,6 % af befolkningen tilhører den Romersk-katolske kirke
- 22,2 % er protestanter
  - Assembleias de Deus
  - Kristne forsamling i Brasilien
  - Baptistiske samfund
  - Lutheranere
  - Reformerte
- 8 % regner sig som agnostikere, ateister eller uden trosretning,
- 2 % er spiritister,
- 0,3 % udover traditionelle afrikanske religioner (som candomblé og umbanda)
- 2,9 % er af anden trosretning, derunder buddhisme, islam, jødedom og mormoner.

## Historie
Brasilien havde været beboet i mindst 6.000 år af halvnomadiske stammer, da det blev opdaget af portugisiske opdagelsesrejsende omkring år 1500. I de følgende tre århundreder bosatte portugiserne sig i landet og administrerede det som en indbringende koloni, der i vid udstrækning var baseret på slaveri. I 1808 flyttede Kong Johan 6. af Portugal, der var på flugt fra Napoleon, til Brasilien sammen med den kongelige familie og regeringen. Selvom de vendte tilbage til Portugal i 1821, medførte deres ophold i landet et stigende ønske blandt brasilianerne om at få selvstyre og i 1822 oprettede den daværende prinsregent Dom Pedro I det uafhængige Brasilianske Rige. Riget bestod indtil den næste kejser, Dom Pedro II, blev afsat i 1889 og en republikansk baseret føderation blev oprettet, kendt som den Første Brasilianske Republik.
I slutningen af det 19. og begyndelsen af det 20. århundrede, tiltrak Brasilien mere end fem millioner europæiske og asiatiske immigranter. I dette tidsrum blev Brasilien også industrialiseret og begyndte at udnytte større dele af sine landområder. Det brasilianske demokrati blev udskiftet med et diktatur tre gange; 1930-1934 og 1937-1945 under Getulio Vargas, samt 1964-1985 under en række generaler udnævnt af militæret.
Brasilien var i 1980 i en dyb økonomisk og social krise på grund af landets store gæld, som betales af med en uforholdsmæssig stor del af bruttonationalproduktet[kilde mangler], hvilket forhindrer stærkt tiltrængte investeringer og økonomisk vækst.
Brasilien er i dag (2010) i blandt landene med voksende økonomi, med stor udvikling af sit industrielle marked.

## Politik
Brasilien er en demokratisk republik. Grundloven fra 1988 giver stor magt til den føderale statsmagt. Brasiliens præsident har store magtbeføjelser og udser sit kabinet og er både stats- og regeringsleder. Både præsidenten og vicepræsidenten vælges på samme valgseddel og sidder i en fireårig periode.
Den lovgivende forsamling, nationalkongressen, består af to kamre: senatet og deputeretkammeret.

### Grundloven
Den nuværende grundlov i Brasilien er den syvende i rækken og blev vedtaget den 5. oktober 1988. Magten er tredelt i en lovgivende, en udøvende og en dømmende del. Loven giver omfattende fuldmagter til de føderale myndigheder. Loven er større end en traditionel grundlov, da den behandler emner som er infrakonstitutionelle i andre lande (skatter og sociale støtteordninger).
Landet har direkte valg til præsident og vicepræsident, som vælges på samme stemmeseddel og som sidder i 4 år. I midten af 1990-erne blev der vedtaget en grundlovsændring, som gør det mulig for præsidenten at stille til genvalg således, at han kan fungere for en periode på til sammen otte år.

### Lovgivende magt: Parlamentet
Parlamentet, Congresso Nacional, består af to kamre:
- Senatet, Senado Federal, har totalt 81 pladser med tre medlemmer fra hver af de 27 delstater. Senatorerne vælges med flertalsvalg for en periode på otte år. Man udskifter en tredjedel af senatorerne efter fire år og de resterende to tredjedele efter nye fire år.
- Deputeretkammeret, Câmara dos Deputados, har 513 pladser. I dette kammer er der proportional repræsentation, og medlemmerne sidder i fire år.

For tiden er der 11 politiske partier repræsenteret i parlamentet.

### Partier
Landet har mere end 40 aktive politiske partier, og kun et af dem definerer sig som et højreparti ( PSL), med en klar politisk ubalance. Landet har flere venstreorienterede partier som  PSOL,  PCO,  PSTU,  PCB, PC do B, venstreorienterede partier som PT,  PSB,  PDT,  PV,  Rede og  Solidariedade og midt til venstre som  PSDB,  DEM,  PMN og  Cidadania. Ti partier erklærer sig som centrum:  MDB,  PL,  PSD,  PTC,  DC,  PROS,  Avante,  Patriota,  Podemos og  PMB. Fem partier erklærer sig centrum-højre:  PTB,  Progressistas,  PSC,  PRTB og  Republicanos. Det eneste politiske parti, der hævder at være rent liberalt uden yderligere overvejelse, er  Novo. Når de bliver spurgt om deres ideologiske spektrum, har de brasilianske partier en tendens til at give stumpe og uklare svar om emnet.

### Udøvende magt: Præsidenten
Præsidenten har omfattende magt, og er leder både for landet og af regeringen. Det er også denne som udpeger regeringen. Fra januar 2019 til januar 2023 var Jair Bolsonaro Brasiliens præsident, mens Hamilton Mourão var vicepræsident. 
Fra januar 2023 er Luiz Inácio da Silva igen præsident (han var også præsident fra 2003 til 2011). José Alencar er vicepræsident. Brasilien fik 1. januar 2011 sin første kvindelige præsident, Dilma Rousseff.

### Dømmende magt: Domstolene
Brasiliens domstole er organiserede i delstatslige og føderale domstole med ulige jurisdiktioner. Desuden har man en Højesteret.

### Politi
Politiet i Brasilien er organiseret på to niveauer: føderalt politi og delstatspoliti. Kun undtagelsesvis forekommer et kommunalt politi. Den føderale politi – Departemento de Polícia Federal (DPF) – udforsker forbrydelser begået mod den føderale regering, dets myndigheder og virksomheder, bekæmper international narkotikahandel samt er ansvarlig for grænse-, fly- og kystpoliti. Det delstatslige politi består dels af civilt kriminalpoliti – Polícia Civil (PC) – dels af paramilitært ordenspoliti – Polícia Militar (PM) – som tillige er ansvarlig for brandvæsenet. Byerne São Paulo og Rio de Janeiro er de eneste større kommuner, som har et eget politi.

### Forsvar
Brasiliens forsvar er Latinamerikas største, og hver af de enkelte forsvarsgrene er også størst i verdensdelen.
Hæren havde i 2009 en militær personelstyrke på omkring 190.000 personer i aktiv tjeneste, af hvilke 70.000 var værnepligtige.
- Kampvogne - 469
- Andre panserkøretøjer - 1,280
- Artilleri - 656
- Helikoptere - 82

Flyvevåbnet havde i 2010 en militær personelstyrke på 70.000 personer. Antallet af militære fly var 719.
Marinen havde i 2011 en militær personelstyrke på 60.000 personer. Antallet af skibe i tjeneste var cirka 100. Blandt skibene var et hangarskib. Marineflyvevæsenet havde omkring 85 fly og helikoptere. Marinen havde en militær personelstyrke på ca. 15.000 personer.

### Administrativ inddeling
Brasilien består af 26 delstater (estados) og et føderalt distrikt (distrito federal) og inddeles af IBGE i fem regioner: Nord, Nordøst, Central-vest, Sydøst og Syd.

#### Nord
Region Nord har 45,27 % af Brasiliens areal og er samtidig den region med det laveste indbyggerantal. Den er forholdsvis uindustrialiseret og uudviklet, men indeholder den største regnskov i verden og mange indianerstammer.
Delstater:
- Acre
- Amapá
- Amazonas
- Pará
- Rondônia
- Roraima
- Tocantins

#### Nordøst
Region nordøst har en tredjedel af Brasiliens befolkning. Regionen er kulturelt diversifieret med rødder fra den portugisiske kolonialisering, afrobrasiliansk kultur og indenlandsk indianerkultur. Det er også den fattigste del med lange perioder med tørke. Den er berømt for sin flotte kystlinje.
Delstater:
- Alagoas
- Bahia
- Ceará
- Maranhão
- Paraíba
- Pernambuco
- Piauí
- Rio Grande do Norte
- Sergipe

#### Center-vest
Region center-vest er den næst største region i Brasilien men er tyndt befolket med koncentration til de store byer. Her ligger hovedstaden Brasília og verdens største vådområde, Pantanal.
Delstater:
- Goiás
- Mato Grosso
- Mato Grosso do Sul
- Brasiliens føderale distrikt (Distrito Federal)

#### Sydøst
Region Sydøst er den rigeste og tættest befolkede region. Den har større befolkning end noget andet land i Sydamerika og nogle af de største metropoler i verden: São Paulo og Rio de Janeiro. I regionen findes også den største udvinding af olie og gas i Brasilien. Regionen er meget diversificeret med forretningsmetropolen São Paulo, de historiske byer i Minas Gerais, strandene i Rio de Janeiro og Espírito Santos kyst.
Delstater:
- Rio de Janeiro
- Espírito Santo
- Minas Gerais
- São Paulo

#### Syd
Region Syd har den højeste formue per capita i Brasilien og den højeste levestandard i landet. Det er også den koldeste del med frostnætter og enkelte snestorme. Her findes det største indslag af immigranter fra Tyskland og Italien og spor af deres kultur ses overalt.
Delstater:
- Paraná
- Santa Catarina
- Rio Grande do Sul

## Undervisning
I Brasilien råder skolepligt for børn mellem 5 og 16 år. Skolegangen er gratis, men ressourcerne rækker ikke til, og mulighederne er for få, i særdeleshed i landdistrikterne. Mange skoler er dårligt udrustede og lærerne har utilstrækkelig uddannelse og lav løn. Ifølge Brasiliens statistiske centralbureau, IBGE, er 95,7 % af alle børn mellem 7 og 14 år indskrevne i skolen. Så mange børn går dog ikke i skolen. Omkring en og en halv million børn mellem 5 og 14 år beregnes at være helt uden for skolesystemet, andre er indskrevne men kommer ikke i skole. Mange af dem må arbejde for at bidrage til familiens husholdning til trods for, at de fleste typer af arbejde er forbudte for unge under 16 år. Flere kommuner har som forsøg givet disse familier skolepenge som erstatning for bortfald af arbejdskraft, men det har ikke virket således, som man håbede, efter som der ikke har været tilstrækkeligt med økonomiske ressourcer.
Omtrent en tredjedel af eleverne går videre til gymnasiet efter grundskolen.
Cirka 90 % af Brasiliens befolkning er læsekyndige.
De personer, som har råd, sender ofte sine børn til private skoler, hvor undervisningen er af bedre kvalitet. Omtrent 11 % af unge mellem 18 og 24 år studerer ved et universitet. 64 % af studenterne går på private universiteter. Til de statslige universiteter, som ikke er afgiftsbelagte, kvalificerer sig oftest elever, som har gået i private skoler.
Blandt universitetsstudenterne er kun 2,3 % sorte eller af afrikansk oprindelse, hvilket er bemærkelsesværdigt under hensyn til, at denne befolkningsgruppe udgør næsten halvdelen af befolkningen. Kvoter for at sikre flere studiepladser for sorte har været diskuteret.

## Økonomi
Brasilien er veludviklet inden for jordbrug, minedrift, industri og servicetjenester. Landet har rige råstofforekomster og masser af arbejdskraft, hvilket gør, at man er Sydamerikas førende økonomi. Brasilien indgår i handelssamarbejdet mellem nogle af de voksende økonomier Rusland, Indien, Kina og Sydafrika, BRICS. Jernmalmsforekomster (fortrinsvis i delstaterne Minas Gerais, Pará og Amazonas) hører til jordens rigeste. Regnskoven udgør et enormt træforråd og vandkraftreserverne hører til verdens største. Kul og frem for alt olie må importeres. I forbindelse med oliekriserne er man begyndt at fremstille brændstoffer af alkohol fra sukkerrør. Kernekraft er under udbygning men dens fremtid er usikker.
Brasilien er en af verdens største eksportører af kaffe og sukker. Vigtige produkter er også sojabønner, sydfrugter (apelsiner), kakao, majs og hvede samt bomuld og jute. Jordbruget har domineret næringslivet og sysselsætter omkring 1/4 af befolkningen, men dets andel af nationalindkomsten synker. De fattige småbrugere, som lever i egne bedrifter, dyrker blandt andre rodfrugten kassava. Moderne familiejordbrug findes på de gode jorder i syd. En hovedrolle spiller storgodserne, fazendas, med plantagedyrkning af eksportafgrøder og kvæghold i stor skala. Nogle få procent af jordejerne ejer næsten halvdelen af det dyrkede areal, og forsøg på at gennemføre jordreformer er mislykkedes.
Økonomien har længe været baseret på råvarer, fx guldrushen i 1700-tallet, kaffedyrkningen i São Paulo-regionen og gummiudvindingen i Amazonas i 1800-tallets senere del. Under de seneste årtier har industrien udviklet sig hurtigt med hjælp fra udenlandsk kapital (jern- og stålværker, skibsværfter, bilindustri, kemisk industri). Den er koncentreret til storbyerne i sydøst med São Paulo som centrum.
Brasilien er verdens største producent af sukkerrør, sojabønne, kaffe og appelsin, og er den 2. største producent i papaja verden, den 3. største af majs, tobaksvare og ananas, 4. plads i bomuld og kassava, 5. plads i kokos og citron, 6. i kakao og avocado, 9. i ris, 10. i tomat og 11. i vindrue og æble. Landet er også en af de 3 største banan producenter i verden, men næsten al produktion er bestemt til nationalt forbrug. Landet producerer også store mængder bønne, jordnød, kartoffel, gulerod, cashew nød, mandarin, kakifrugt, jordbær, guarana, guava, açaí, paranød, paraguaykristtorn, hvede, blandt andre. En del af produktionen eksporteres, og en anden del går til hjemmemarkedet.
I produktionen af animalske proteiner er Brasilien i dag et af de største lande i verden. I 2019 var landet verdens største eksportør af kyllingekød. Det var også den næststørste producent af oksekød, verdens tredjestørste producent af mælk, verdens fjerde største producent af svinekød og den syvende største producent af æg s i verden.
I minesektoren skiller Brasilien sig ud i udvindingen af jernmalm (hvor det er den anden verdenseksportør), kobber, guld, bauxit (en af de 5 største producenter i verden), mangan (en af de 5 største producenter i verden), tin (en af de største producenter i verden), niobium (koncentrerer 98% af reserver kendt for verden) og nikkel. Med hensyn til ædelsten er Brasilien verdens største producent af ametyst, topas, agat og en af de største producenter af turmalin, smaragd, akvamarin og granat.
Om industri, I fødevareindustrien, i 2019, var Brasilien den næststørste eksportør af forarbejdede fødevarer i verden.  I 2016 var landet den 2. største producent af cellulose i verden og den 8. producent af papir. I fodtøjsindustrien rangerede Brasilien i 2019 på 4. plads blandt verdensproducenter.  I 2019 var landet den 8. producent af motoriseret køretøj og den 9. producent af stål i verden. I 2018 var kemisk industri i Brasilien den 8. i verden. I tekstilindustrien er Brasilien, selv om den var blandt de 5 største verdensproducenter i 2013, meget lidt integreret i verdenshandelen. I luftfartsindustrien har Brasilien Embraer, den 3. største flyproducent i verden, bag Boeing og Airbus.
Næringslivet oplevede i 1960'erne og 1970'erne en ekspansion, som har været kaldt et "økonomisk under". Velstanden er dog yderst ujævnt fordelt mellem forskellige dele af landet, og kløfterne har snarest vokset mellem forskellige samfundsgrupper. De sydlige dele er relativt velstående i skarp kontrast til nøden og undernæringen i uudviklede områder. Den nye hovedstad Brasília (indviet i 1960 under præsident Juscelino Kubitschek) er et forsøg på at åbne det tyndt befolkede indland. Den hurtige vækst skabte ubalance i økonomien og resulterede i 1980'erne i krise med social og politisk uro. Høj inflation og en katastrofal udlandsgæld fremtvang en økonomisk stramning. For at løse problemerne skiftede Brasilien i 1994 til en ny valuta, real, som var styret efter den amerikanske dollar. En økonomisk vækst indtraf, og inflationen sank, udlandet begyndte at investere mere i den brasilianske industri.
I slutningen af 1990-erne forårsagede den finansielle krise i Asien at også Brasiliens økonomi oplevede en nedgang. I 1998 gav Den Internationale valutafond økonomisk hjælp, og i 1999 besluttede Brasiliens centralbank, at landets valuta real ikke mere skulle have en fast vekselkurs mod amerikansk dollar og gennemførte en devaluering.
Disse tiltag førte til en svag vækst i begyndelsen af 2000-årene, men for at yderligere fremme økonomien adviserede præsident Lula yderligere reformer. Under Lulas år som præsident blev Brasiliens økonomi forbedret og fattigdommen formindsket, blandt andet på grund af indførelsen af familiebidrag og højere minimumslønninger. Landets internationale troværdighed som handelspartner voksede, og man virkede for at få investeringer til landet. Arbejdsløsheden mindskede, blandt andet ved en stigning i antallet af ansatte i den offentlige sektor. Brasiliens forbedrede økonomi under Lulas år som præsident har dog også haft negative konsekvenser, eksempelvis fortsat skovning af Amazonas. Den globale finanskrise i 2008 fik effekter for Brasilien, men landet hentede sig hurtigt.
Middelklassens andel af befolkningen voksede under Lulas år som præsident, og hans økonomiske politik blev meget populær. Den 1. januar 2011 overtog Dilma Rousseff som præsident. Rouseff forventedes ikke at gennemføre nogle større forandringer i den økonomiske politik. De økonomiske satsninger i sociale programmer, som skete under Lulas år som præsident, løftede mange familier ud af fattigdommen, men der findes fortsat familier, som lever under fattigdomsgrænsen, og selv om indkomstforskellene er blevet mindre, er der stor forskel mellem Brasiliens fattigste og rigeste befolkning. Rouseff har anført fortsat mindskning af fattigdommen og stabilitet i økonomien som udtrykkelige mål for sin økonomiske politik. Behovene for investeringer i infrastruktur, uddannelse og sundhedsvæsen er store og en forudsætning for en langsigtet holdbar økonomi. Et vigtig spørgsmål for at holde statsbudgettet i balance er også hvorledes, landet skal håndtere de voksende omkostninger til lønninger og pensioner til offentligt ansatte.

## Infrastruktur

### Vejnet
Vejnettet er vel udbygget i tilslutning til de største byer, frem for alt omkring São Paulo. Motorvejene er ofte betalingsveje. Landet har omkring 14.000 km opdelte motorveje, 5.000 km kun i delstaten São Paulo. I øjeblikket er det muligt at rejse fra Rio Grande, i det ekstreme syd for landet, til Brasília (2.580 km) eller Casimiro de Abreu, i delstaten Rio de Janeiro (2.045 km), kun på delte motorvej.

### Flyvetrafik
Brasilien har et veludviklet netværk af flyruter. Dog lider flytrafikken af underkapacitet, især i São Paulo, hvor byens to flyvepladser udnyttes mere end hvad, de er byggede til at kunne klare. Denne situation beror til vis del på mangel på et moderne jernbanenet i landet. Alligevel afgår fly fra São Paulo til Rio de Janeiro hvert 15. minut til trods for, at afstanden mellem byerne kun er cirka 370 kilometer. Også mellem São Paulo og Belo Horizonte afgår fly hvert 15. minut, og her er afstanden cirka 500 kilometer.

### Jernbaner
Jernbanenettet i Brasilien omfatter 29.314 kilometer (2005), men banerne har i sammenligning med europæiske forhold en lav standard. Persontrafik forekommer især på kortere strækninger inden for de enkelte delstater. En af anledningerne til, at jernbanenettet ikke er blevet udbygget, er, at Brasilien har en stor lastbilsindustri. For at fremme lastbilsindustrien her politiske beslutninger blevet taget til fordel for at udbygge veje frem for jernbaner. Savnet af moderne jernbaner gør, at Brasilien har en tæt flytrafik selv mellem storbyer, som ligger relativt nær hinanden.

#### Fremtidsplaner
Der er planer om at bygge en ny bane for højhastighedstog mellem São Paulo og Rio de Janeiro. Med et højhastighedstog med en topfart på 280 kilometer i timen ville denne rejse tage en og en halv time. Banens strækning er planlagt mellem Viracopos (flyvepladsen ved Campinas, som ligger cirka 100 km vestnordvest for São Paulo) til Campinas videre til Campo del Marte (São Paulo) og Guarulhos (internationale flyveplads ved São Paulo) og med stop i São José dos Campos (hvor EMRAER bygger flyvemaskiner) og Itatiaia for at passera Rio de Janeiros internationale flyveplads ved Galeão inden, den ankommer ved Central i Rio de Janeiro. I marts 2010 diskuteredes det at af økonomiske grunde droppe stationen ved Galeão. Involverede i projektet er eksempelvis Siemens og Alstom samt flere japanske og sydkoreanske konsortier. Brasilien er udset til arrangør af både VM i fodbold 2014 og OL i 2016, hvilke begge hver for sig indebærer et stort tryk på landets infrastruktur og er to stærke grunde til at færdiggøre jernbanebyggeriet. Allerede i 2008 kom signaler om, at projektet kunne starte.

## Kultur
Mest påtagelig har den europæiske indflydelse været inden for litteraturen og kunsten. Brasiliansk arkitektur har i moderne tid nået verdensry (især på grund af Brasília). Folkemusikken og dansen, berømt gennem Rio-karnevallernes sambaskoler, har en tydelig afroamerikansk inspiration.

### Arkitektur
Oscar Niemeyer er en internationalt anerkendt arkitekt. Verdenskendt er desuden Lúcio Costa, der tegnede byplanen for landets nye hovedstad Brasilia.

### Musik
Leopoldo Miguez (1850-1902) studerede en periode i Europa og vendte tilbage som tilhænger af Richard Wagners musik. Han var både komponist og dirigent og med til at forny musikuddannelsen i Brasilien.
Inden for kunstmusikken var Heitor Villa-Lobos (1887-1959) længe en central person.
Death/trashmetal-bandet Sepultura kommer oprindeligt fra Brasilien. Sepultura betyder grav på portugisisk.
Axé, Forró, Sertanejo, MPB, samba, Merengue og Bossanova er eksempler på populære, indenlandske musikstile og danse. Brasilien er verdenskendt for sine årlige sambafestivaller. 
Sergio Mendes & Brasil 66 havde i  en sommerhit med Mas que Nada i 1966, Kaoma er kendt fra sangen Lambada (med Chico & Roberta), der gjorde dansen populær i mange Europæiske lande.

### Verdensarv
Brasilien har 17 eksempler på verdensarv blandt andet:
- Salvador, hovedstad i delstaten Bahia
- Iguaçu Nationalpark, en nationalpark på grænsen mellem Brasilien, Argentina og Paraguay. Denne indeholder blandt andet de mægtige vandfald Iguassufallen.

## Sport
Fodbold er meget populært, og Brasiliens fodboldlandshold har blandt andet vundet VM fem gange (1958, 1962, 1970, 1994 og 2002). I 2014 blev VM afholdt i Brasilien.
En anden stor idræt er beachvolley.
Brasilien har den gamle kampsport capoeira, som udvikledes af brasilianske slaver i 1500-tallet. Også Brasiliansk Jiu-jitsu, BJJ, er en sport fra Brasilien.
Ayrton Senna, var en fremgangsrig Formel 1-kører, som vandt VM tre gange.

### OL 2016
Rio de Janeiro Brasilien blev i 2009, i konkurrence med Chicago, Madrid og Tokyo udpeget som værtsby for Olympiske Lege i 2016. Det blev offentliggjort, 2. oktober kl. 18:56 ved IOC-topmødet 2009 i Bella Centeret i København.